# Liliowa Płaśń

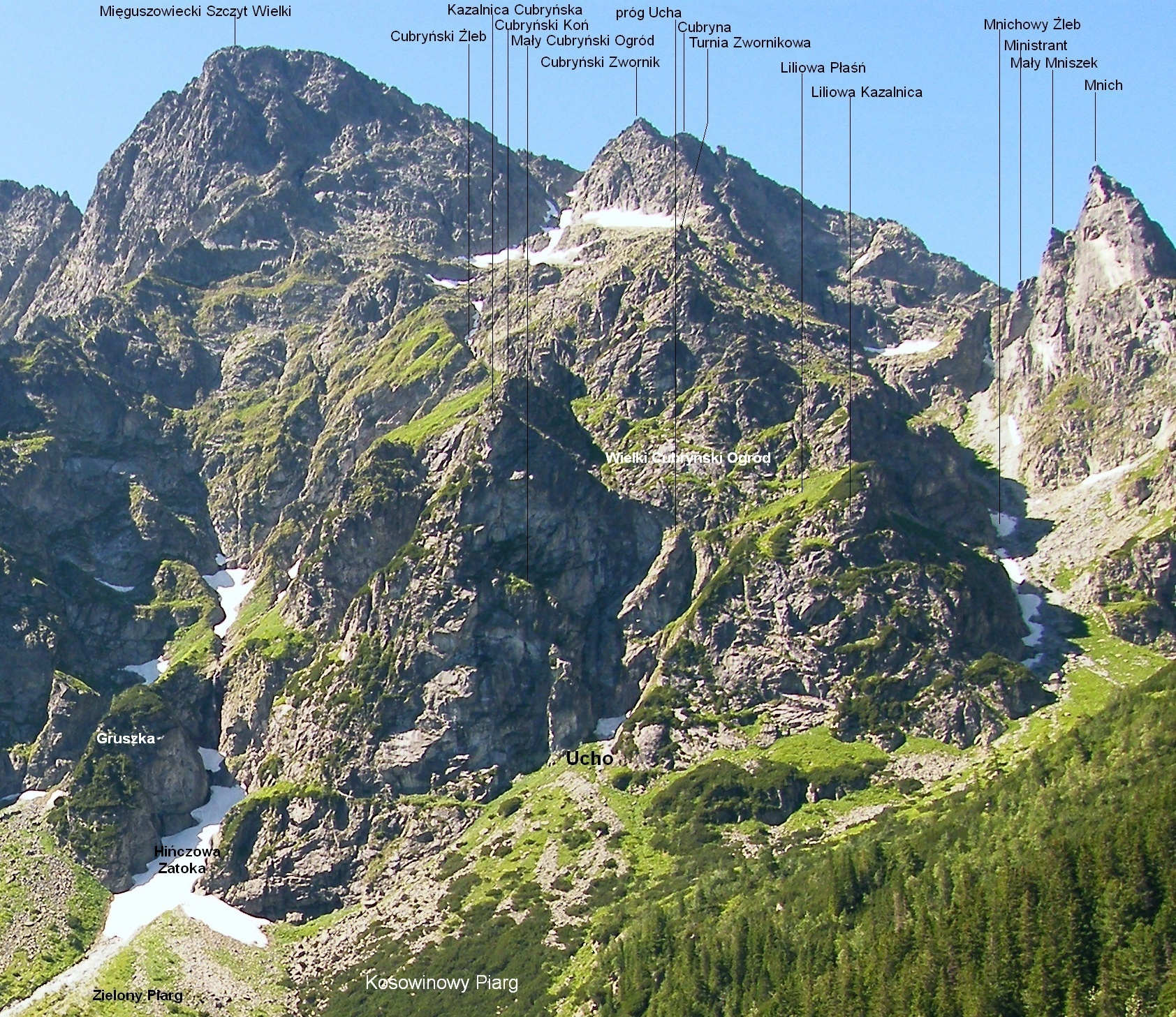
Liliowa Płaśń wśród opisanych obiektów

Liliowa Płaśń (niem. Lilienplatte, słow. Ľaliová pláň, węg. Liliom-lapos) – trawiasta płaśń w masywie Cubryny nad Morskim Okiem w polskich Tatrach Wysokich. Znajduje się na północnym (lewym) ramieniu Turni Zwornikowej. Opada od jego grani w kierunku wschodnim. Podcięta jest pionową ścianą opadająca do zatoki Ucha. Górną częścią łączy się z Wielkim Cubryńskim Ogrodem na środkowej ścianie Turni Zwornikowej. Od Ucha można wejść na Liliową Płaśń bardzo stromym zachodem o nazwie Liliowa Drabina.
Najwyższym punktem Liliowej Płaśni jest szczyt Liliowej Kazalnicy – ściany opadającej na wschód do Kosowinowego Piargu. Przez Liliową Drabinę i Liliową Płaśń prowadzi popularna (zwłaszcza zimą) droga wspinaczkowa Zetka. Czas przejścia od Ucha na szczyt Turni Zwornikowej 2 h, trudność II w skali tatrzańskiej.

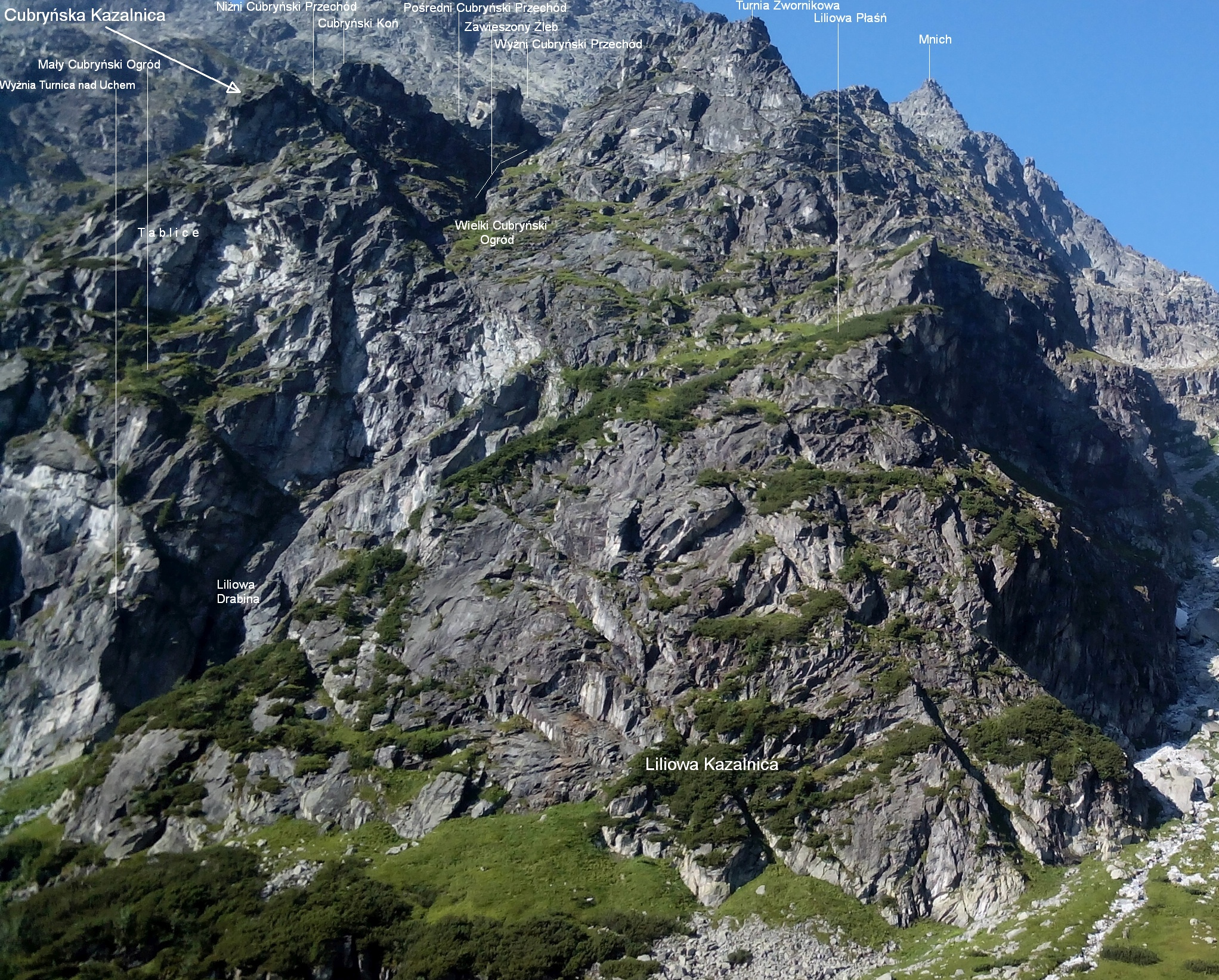